# Веселина Бресковска
Веселина Василева Бресковска е български минералог и кристалограф.

## Биография
Веселина Бресковска е родена на 6 декември 1928 г. в село Гранит, Чирпанско, в семейството на учителите Васил Стойчев Бресковски (1902 – 1978) и Параскева Неделчева Бресковска (по баща Славова) (1906 – 1988). Средно образование завършва във Втора девическа гимназия в град Пловдив, а висше през 1952 г. в Санктпетербургския държавен университет – специалност „геохимия и минералогия“. Същата година е назначена за асистент в катедрата по минералогия в Софийския университет „Свети Климент Охридски“. Води лекции по кристалография, минералогия, рентгенов анализ. Създава курсът „Минералите в България“, който чете до пенсионирането си. През 1973 г. специализира в Лондонския университет. През 1988 г. защитава докторска дисертация на тема: „Минералогия и генезис на Маджаровската и други оловно-цинкови минерализации от Авренско-Маджаровския руден пояс”. През 1989 г. е избрана за професор по минералогия.
Била е научен секретар на Българската академия на науките (1973 – 1974), ръководител на катедра „Минералогия и кристалография“ (1978 – 1992), декан на Геолого-географския факултет (1980 – 1984), заместник-ректор на Софийския университет „Климент Охридски“ (1984 – 1987). Участва в комисии и ръководства на Международната минералогическа асоциация, като е била и главен научен секретар на XIII конгрес на Международната минералогическа асоциация (IMA), председател на Българското минералогическо дружество (1996 – 1997).
Умира на 12 август 1997 г. в град София.

## Научна дейност
Научната ѝ дейност е отразена в 130 статии и 3 монографии. Участва като съавтор в капиталния труд „Минералите в България“, публикуван през 1964 г. През 1978 г. открива нов за науката минерален вид от вида на хлорсулфосолите, който нарича ардаит по името на река Арда. Открива и изучава нови за България минерали. В продължение на много години целенасочено изучава минералогията на златно-полиметалните находища в Източните Родопи и Средногорието, както и парагенезите и минералогията на златото и среброто.

## Избрана библиография
- Бресковска, Веселина. Колумбит от Централните Родопи //  Годишник на Софийския университет. Биолого-геолого-географски факултет. Книга 2 - Геология; Annuaire de l'Universite de Sofia. Faculte de biologie, geologie et geographie. Livre 2 - Geologie 48 (2).   1954. Посетен на 10 юли 2024.
- Бресковска, Веселина. Целестинът от с. Горица, Поповско //  Годишник на Софийския университет. Биолого-геолого-географски факултет. Книга 2 - Геология; Annuaire de l'Universite de Sofia. Faculte de biologie, geologie et geographie. Livre 2 - Geologie 52 (2).   1959. Посетен на 10 юли 2024.
- Бресковска, Веселина. Какоксенит - нов минерал за България //  Списание на Българското геологическо дружество 22 (1).   1961. с. 73-75.
- Бресковска, Веселина; Ешкенази, Грета. Турмалин от някои български находища //  Годишник на Софийския университет. Биолого-геолого-географски факултет. Книга 2 - Геология; Annuaire de l'Universite de Sofia. Faculte de biologie, geologie et geographie. Livre 2 - Geologie 54 (2).   1961. Посетен на 10 юли 2024.
- Бресковска, Веселина. Изследвания върху колумбит от Родопите и Средна гора //  Годишник на Софийския университет. Биолого-геолого-географски факултет. Книга 2 - Геология; Annuaire de l'Universite de Sofia. Faculte de biologie, geologie et geographie. Livre 2 - Geologie 55 (2).   1962. Посетен на 27 август 2024.
- Бресковска, Веселина; Ивчинова, Л. Вавелит от Маджаровското полиметално месторождение //  Годишник на Софийския университет. Биолого-геолого-географски факултет. Книга 2 - Геология; Annuaire de l'Universite de Sofia. Faculte de biologie, geologie et geographie. Livre 2 - Geologie 56 (2).   1963. с. 275-283. Посетен на 27  август 2024.
- Бресковска, Веселина. Кварц-хлоритови жили в Сърнена Средна гора //  Годишник на Софийския университет. Биолого-геолого-географски факултет. Книга 2 - Геология; Annuaire de l'Universite de Sofia. Faculte de biologie, geologie et geographie. Livre 2 - Geologie 56 (2).   1963. с. 305-309. Посетен на 27  август 2024.
- Атанасов, Ат.;  Бресковска, Веселина. Сулфосоли от Звезделския руден район и тяхната минерална парагенеза //  Годишник на Софийския университет. Геолого-географски факултет. Книга 1 - Геология; Annuaire de l'Universite de Sofia. Faculte de geologie et geographie. Livre 1 - Geologie 57 (1).   1964. с. 197-203. Посетен на 27  август 2024.
- Бресковска, Веселина; Габровска, С. Характеристика на везувиана от Западна Рила //  Годишник на Софийския университет. Геолого-географски факултет. Книга 1 - Геология; Annuaire de l'Universite de Sofia. Faculte de geologie et geographie. Livre 1 - Geologie 57 (1).   1964. с. 205-216. Посетен на 27  август 2024.
- Костов, Иван;  Бресковска, В.; Минчева-Стефанова, Й.; Киров, Г. Н. Минералите в България.   София, Издателство на Българската академия на науките, 1964. OCLC 947184787.
- Бресковска, Веселина; Кирязова, Л. Керчинитови псевдоморфози по вивианит от "Пропадналата вода", Бургаско //  Годишник на Софийския университет. Геолого-географски факултет. Книга 1 - Геология; Annuaire de l'Universite de Sofia. Faculte de geologie et geographie. Livre 1 - Geologie 60 (1).   1967. с. 187-192. Посетен на 30 април 2025.
- Бресковска, Веселина. Минерален състав и химизъм на базалтите в Сърнена средна гора //  Годишник на Софийския университет. Геолого-географски факултет. Книга 1 - Геология; Annuaire de l'Universite de Sofia. Faculte de geologie et geographie. Livre 1 - Geologie 60 (1).   1967. с. 223-238. Посетен на 1 септември 2024.
- Милева, Г.; Бресковска, Веселина. Сулфосолната минерализация в месторождение Бакаджик //  Годишник на Софийския университет. Геолого-географски факултет. Книга 1 - Геология; Annuaire de l'Universite de Sofia. Faculte de geologie et geographie. Livre 1 - Geologie 60 (1).   1967. с. 239-245. Посетен на 1 септември 2024.
- Breskovska, V.V.;  N.N. Mozgova; N.S. Bortnikov; A. J. Tsepin; J.S. Borodaev. New data on Bismuth Sulphosalts from the Bakadjik Polymetallic Deposit, Jambol District, Bulgaria //  Годишник на Софийския университет "Св. Климент Охридски". Геолого-географски факултет. Книга 1 - Геология; Annuaire de l'Universite de Sofia "St. Kliment Ohridski". Faculte de geologie et geographie. Livre 1 - Geologie 78 (1-1).   1988. с. 182-191.
- Бресковска, Веселина. Сулфосоли от Маджаровското рудно поле //  Годишник на Софийския университет "Св. Климент Охридски". Геолого-географски факултет. Книга 1 - Геология; Annuaire de l'Universite de Sofia "St. Kliment Ohridski". Faculte de geologie et geographie. Livre 1 - Geologie 78 (2).   1988. с. 294-320.
- Бресковска, Веселина; Маврудчиев, Божидар; З. Илиев. Оценка и перспективи на Авренско-Маджаровския руден пояс //  Годишник на Софийския университет "Св. Климент Охридски". Геолого-географски факултет. Книга 1 - Геология; Annuaire de l'Universite de Sofia "St. Kliment Ohridski". Faculte de geologie et geographie. Livre 1 - Geologie 78 (2).   1988. с. 236-255.
- Kostov, Ivan, Breskovska, Vesselina. Phosphate, Arsenate and Vanadate minerals: Crystal Chemistry and Classification.   Sofia, Kliment Ohridski University Press, 1989. OCLC 30695814.
- Marazova, Nelly; Breskovska, Vesselina. Mineral Succession in Chelopech Deposit //  Годишник на Софийския университет "Св. Климент Охридски". Геолого-географски факултет. Книга 1 - Геология; Annuaire de l'Universite de Sofia "St. Kliment Ohridski". Faculte de geologie et geographie. Livre 1 - Geologie 86 (1).   1993. с. 113-144.
- Бресковска, Веселина. Академик Иван Костов на 80 години //  Годишник на Софийския университет "Св. Климент Охридски". Геолого-географски факултет. Книга 1 - Геология; Annuaire de l'Universite de Sofia "St. Kliment Ohridski". Faculte de geologie et geographie. Livre 1 - Geologie 86 (1).   1993. с. 219-224.
- Бресковска, Веселина. Академик Георги Бончев и съвременната минералогия //  Годишник на Софийския университет „Св. Климент Охридски“, Геолого-географски факултет 90 (1 - Геология).   1999. с. 207 – 213. Посетен на 7 април 2024.
- Бресковска, Веселина. 50 години специалност геология в Софийския университет //  Годишник на Софийския университет „Св. Климент Охридски“, Геолого-географски факултет 90 (1 - Геология).   1999. с. 199 – 213. Посетен на 17 август 2024.

## Галерия
- Минерали от колекцията на Веселина Бресковска, изложени в Музея по минералогия, петрология и минерални ресурси на Софийския университет
- Изложба на минерала ардаит в Националния природонаучен музей
- Арсенопирит, галенит, пирит, сфалерит от района на Еньовче, Източни Родопи
- Азурит, малахит от района на Лъки, Родопи